# Elektronika molekulskih razmera
Elektronika molekulskih razmera (elektronika molekulske skale, elektronika pojedinačnog molekula) je grana nanotehnologije koja koristi pojedinačne molekule, ili nanoskalne kolekcije pojedinačnih molekula, kao elektronske komponente. Pošto pojedinačni molekuli sačinjavaju najmanje moguće strukture ta minijaturizacija je ultimativni cilj umanjivanja elektronskih kola.
Ovo polje se često jednostavno naziva „molekulska elektronika“, mada se taj termin takođe koristi za srodno polje provodnih polimera i organske elektronike, koje koristi osobine molekula da utiče na globalna svojstva molekula. Nomenklaturna distinkcija je predložena tako da ovo drugo polje naziva molekularni materijali za elektroniku, dok se elektronika molekulskih razmera odnosi na nanoskalne primene pojedinačnih molekula.

## Fundamentalni koncepti
Konvencionalne elektronske komponente su se tradicionalno pravile od obimnih materijala. Od doba otkrića integrisanih kola 1958. godine, njihova performansa i kompleksnost su eksponencionalno rasle (trend poznat kao Murov zakon), što je uslovilo stalno umanjivanje ugrađenih komponenti. Senzitivnost na devijacije se povećavala sa umanjenjem, i za nekoliko generacija kad minimalna veličina komponenti dostigne 13 nm, biće neophodno da se kompozicija uređaja kontroliše sa preciznošću od nekoliko atoma da bi uređaji mogli da rade. Pristup koji koristi obimne materijale ima nasledna ograničenja i postaje sve skuplji, te je počela da stiče popularnost ideja da se komponente mogu formirati na suprotan način, počevši od pojedinačnih atoma u hemijskoj laboratoriji. Ta ideja je u osnovi molekulske elektronike i njene ultimatne miniaturizacija, koja dovodi do jednomolekulskih komponenti.
U jednomolekularnoj elektronici, veliki deo materijala zamenjuju pojedinacni molekuli. Umesto da formiraju strukture uklanjanjem ili nanošenjem materijala, atomi se sastavljaju u laboratoriji. Na taj način se izvršavaju istovremeno hiljade milijardi primeraka (obično se izrađuje više od 1020 molekula), dok se sastav molekula kontroliše do poslednjeg atoma. Molekuli koji se koriste imaju osobine slične tradicionalnim elektronskim komponentama kao što su žica, tranzistor ili ispravljač.
Jednomolekularna elektronika je polje u ekspanziji, a čitava elektronska kola koja se sastoje isključivo od molekulskih jedinjenja su i dalje daleko od realizacije. Međutim, nezaobilazna potražnja za više računarske snage, zajedno sa inherentnim ograničenjima litografskih metoda od 2016. godine, čini tranziciju neizbežnim. Trenutno je fokus na otkrivanju molekula sa zanimljivim svojstvima i na pronalaženju načina da se dobiju pouzdani i ponovljivi kontakti između molekularnih komponenti i materijala u masi elektroda.

## Teorijska osnova
Molekularna elektronika deluje u kvantnom prostoru na rastojanjima manjim od 100 nanometara. Minijaturizacija prema pojedinačnim molekulima dovodi skalu do dela gde su efekti kvantne mehanike važni. U konvencionalnim elektronskim komponentama, elektroni se mogu dopuniti ili izvlačiti više ili manje kao stalan protok električnog naboja. Nasuprot tome, u molekularnoj elektronici prenos jednog elektrona značajno menja sistem. Na primer, kada je elektron prebačen iz jedne izvorne elektrode u molekul, molekul se napuni, što otežava sledeći prenos elektrona. Značajna količina energije mora se zbog punjenja obračunati prilikom izračunavanja elektronskih osobina podešavanja, i vrlo je osetljiva na rastojanje do provodljivih površina u blizini.
Teorija jedinstvenih molekulskih uređaja je naročito zanimljiva, jer je sistem koji se razmatra otvoreni kvantni sistem u neravnotežju (pogonjen naponom). U režimu niskog naprezanja, nejednakost prirode molekularnog spoja može se zanemariti, a karakteristike struje napona uređaja mogu se izračunati pomoću ravnoteže elektronskog strukturnog sistema. Međutim, u jačim uslovima pristrasnosti potreban je sofisticiran tretman, jer više ne postoji varijacijski princip. U elastičnom tunelskom kućištu (kod kojih prolazni elektron ne menja energiju sa sistemom), formalizam Rolfa Landauera može se koristiti za izračunavanje prenosa kroz sistem kao funkcija napona pristranosti, a samim tim i struje. U neelastičnom tunelingu, elegantni formalizam zasnovan na neuravnoteženim funkcijama Green-a od Lea Kadanofa i Gordona Baima, a nezavisno od Leonida Keldiša su predvodili Ned Vingrin i Iigal Meir. Ova formulacija Meir-Vingrin koristi se za veliki uspeh u zajednici molekularne elektronike kako bi ispitala teže i zanimljive slučajeve gde tranzijentni elektron razmenjuje energiju sa molekularnim sistemom.

## Primeri
Uobičajeno za molekule koji se koriste u molekularnoj elektronici jeste to što njihove strukture sadrže mnoge izmenjive dvostruke i pojedinačne veze. Ovo se radi zato što takvi uzorci delokalizuju molekularne orbitale, omogućavajući da se elektroni slobodno kreću preko konjugovanog područja.

### Žice
Jedina svrha molekularnih žica je električno povezivanje različitih delova molekularnog električnog kola. Pošto njihova montaža i njihova veza sa makroskopskim kolom i dalje nije savladana, fokus istraživanja u elektronici sa pojedinačnim molekulima je prvenstveno na funkcionalizovanim molekulima: molekularne žice karakteriše to da ne sadrže nikakve funkcionalne grupe i stoga se sastoje od običnih ponavljanja konjugovani struktura. Među njima su karbonske nanocevi koje su prilično velike u poređenju sa drugim sugestijama, ali su pokazale vrlo obećavajuće električne osobine.
Glavni problem kod molekulskih žica je stvaranje dobrog električnog kontakta sa elektrodama, tako da se elektroni mogu slobodno kretati unutar i izvan žice.

### Tranzistori
Tranzistori sa pojedinačnim molekulima su fundamentalno različiti od onih poznatih iz skupne elektronike. Kapija u konvencionalnom tranzistoru (efektom polja) određuje provodljivost između izvorne i odvodne elektrode kontrolisanjem gustine nosača punjenja između njih, dok kapija u tranzistoru sa jednim molekulom kontroliše mogućnost da jedan jedini elektron skoči u ili iz molekula modifikovanjem energije molekularnih orbitala. Jedan od efekata ove razlike je taj što je tranzistor sa jednim molekulom skoro binarni: on je ili uključen ili isključen.
Kvantizacija punjenja u elektrone je odgovorna za znatno drugačije ponašanje u poređenju sa skupnom elektronikom. Zbog veličine pojedinačnog molekula, punjenje putem jednog elektrona je značajno i omogućava uključivanje i isključivanje tranzistora. Da bi ovo funkcionisalo, elektronske orbitale na molekulu tranzistora ne mogu biti pogodno integrisane sa orbitalama elektroda. Ako jesu, ne može se reći da je elektron na molekulu ili elektrodama, već će molekul funkcionisati kao žica.
Popularna grupa molekula, koja može imati ulogu poluprovodničkog materijala u molekularnom tranzistoru, jeste oligopolifenilevinilen, koji funkcioniše pomoću Kolumbovog mehanizma blokade kada je postavljen između izvorne i odvodne elektrode na odgovarajući način. Fulereni rade po istom principu i često se koriste.
Poluprovodničke karbonske nanocevi su se takođe pokazale da funkcionišu kao provodnici, ali iako su molekularni, ovi molekuli su dovoljno velikki da se ponašaju kao poluprovodnici.
Veličina molekula i niskotemperaturna merenja koja se izvode, čine kvantno mehaničko stanje dobro definisanim. I dalje se istražuje da li se kvantno-mehanička svojstva mogu koristiti za naprednije svrhe od jednostavnih tranzistora.
Fizičari sa Univerzitetu u Arizoni su, u saradnji sa hemičarima sa Univerziteta u Madridu, dizajnirali monomolekularni tranzistor koristeći molekul u obliku prstena sličan benzenu. Fizičari na kanadskom Nacionalnom institutu za nanotehnologiju su dizajnirali monomolekularni tranzistor pomoću stirena. Obe grupe očekuju da njihovi uređaji funkcionišu na sobnoj temperaturi i da budu kontrolisani jednim elektronom.

### Ispravljači (diode)
Molekularni ispravljači imitiraju svoje skupovne zamene i imaju asimetričnu konstrukciju tako da molekul može prihvatiti elektrone na jednom kraju, ali ne i na drugom. Molekuli imaju donatora elektrona (D) na jednom kraju i elektronski akceptor (A) na drugom. Na ovaj način će nestabilno stanje D + - A- biti lakše napraviti od D- - A +. Rezultat ovoga jeste da se električna struja može izvući kroz molekul ako se elektroni dodaju kroz akceptorski kraj, ali ne toliko jednostavno ako se pokuša suprotno.

## Metode
Jedan od najvećih problema sa merenjem na pojedinačnim molekulima jeste uspostavljanje ponovljivog električnog kontakta sa samo jednim molekulom i to raditi bez izazivanja kratkog spoja kod elektroda. Budući da trenutna fotolitografska tehnologija nije u stanju da proizvede dovoljno male praznine elektrode da bi kontaktirala oba kraja testiranih molekula, primjenjuju se alternativne strategije.

### Molekularne praznine
Jedan od načina za proizvodnju elektroda između kojih se nalazi razmak molekulskih veličina jesu prekidne spojnice, u kojima se tanka elektroda isteže sve do njenog pucanja. Drugi od načina je elektromigracija. Kod nje se struja provodi kroz tanku žicu dok se ona ne otopi i tada atomi migriraju da bi se napravila praznina. Osim toga, poboljšana fotolitografija može se postići hemijskim jezgrom ili nanošenjem metala na elektrode.

### Usidravanje
Popularan način usidravanja molekula na elektrode je da se koristi visoki hemijski afinitet sumpora prema zlatu. U ovim postavkama, molekuli se sintetišu tako što se atomi sumpora strateški postavljaju da funkcionišu kao krokodilske štipaljke koje povezuju molekule sa zlatnim elektrodama. Iako korisno, sidrenje je nepraktično, jer će se molekuli nasumično usidriti na sve zlatne površine. Osim toga, otpor dodira u velikoj meri zavisi od precizne atomske geometrije oko mesta usidravanja i time inherentno kompromituje obnovljivost veze.
Da bi zaobišli dalje probleme, eksperimenti su pokazali da fulereni mogu biti bolji kandidati umesto sumpora zbog velikog konjugovanog p-sistema koji može električno dodirivati mnogo više atoma od jednog atoma sumpora.

### Nanoelektronika fulerena
U polimerima, klasični organski molekuli sastoje se od ugljenika i vodonika (a ponekad i dodatnih jedinjenja kao što su azot, hlor ili sumpor). Dobijaju se od benzina i često se mogu sintetizovati u velikim količinama. Većina ovih molekula je izolovana kada njihova dužina prelazi nekoliko nanometara. Međutim, prirodni ugljen dioksid nastaje, naročito grafit koji se dobija od uglja ili se na drugi način dolazi do njega. Teoretski gledano, grafit je polu-metal, kategorija između metala i polu-provodnika. Ima slojevitu strukturu, svaki sloj je debljine jednog atoma. Između svakog sloja, veze su dovoljno slabe da bi se moglo omogućiti jednostavno ručno otcepljenje.
Prilagođavanje grafičkog izgleda za dobijanje dobro definisanih objekata čija se dimenzija meri u nanometrima ostaje izazov. Međutim, do kraja 20. veka hemičari su istraživali metode za izradu ekstremno malih grafičkih objekata koji se mogu smatrati jedinstvenim molekulima. Nakon proučavanja međuzvezdanih uslova pod kojim je poznato da ugljenik formira jedinjenja, grupa Ričarda Smolija (Univerzitet Rajs, Teksas) izvela je eksperiment u kojem je grafit ispario usled izlaganja laserskom zračenju. Masena spektrometrija otkrila je da su jedinjenja koja sadrže specifične magične brojeve atoma stabilna, posebno ona od 60 atoma. Hari Kroto, engleski hemičar koji je asistirao u eksperimentu, predložio je moguću geometriju za ova jedinjenja- atomi koji su kovalentno vezani sa tačnom simetrijom fudbalske lopte. Uokvireni buckminsterfullerenes, buckiballs, ili C60, klasteri su zadržali neka svojstva grafita, kao što je provodljivost. Ovi objekti su brzo zamišljeni kao mogući temelji za molekularnu elektroniku.

## Problemi

### Artefakti
Kada pokušavamo da izmerimo elektronske osobine molekula, može doći do veštačkih pojava koje se teško razlikuju od pravog molekularnog ponašanja. Pre nego što su otkriveni, ovi artefakti su se smatrali karakteristikom ovih molekula.
Primena pada napona preko nanometarskog razmaka rezultuje veoma jakim električnim poljem. Polje može prouzrokovati migraciju atoma metala i na kraju zatvoriti prazninu tankom filamentom, koja može ponovo nastati kada se prenosi struja. Dva nivoa provodljivosti imitiraju molekularni prekidač između provodnog i izolacionog stanja molekula.
Drugi susret koji imamo sa artefakatima jeste situacija kada elektrode prolaze kroz hemijske reakcije usled visoke jačine polja u praznini. Kada se naponska sklonost obrne, reakcija će izazvati histerezis u merenjima molekularnog porekla.
Metalno zrno između elektroda može da deluje kao elektronski tranzistor sa gore opisanim mehanizmom, što podseća na osobine molekularnog tranzistora. Ovaj artefakt je naročito uobičajen kod nanopraznina proizvedenih metodom elektromigracije.

### Komercijalizacija
Jedna od glavnih prepreka za komercijalnu eksploataciju jednomolekulske elektronike jeste nedostatak metoda za povezivanje kola molekularne veličine s većim elektrodama na način koji daje reproduktivne rezultate. U trenutnom stanju, poteškoća povezivanja pojedinačnih molekula znatno nadmašuje bilo kakvo povećanje performansi koje se može dobiti od takvog umanjivanja. poteškoće se još dodatno otežavaju ako bi molekuli imali određenu prostornu orijentaciju i/ili imaju više polova za povezivanje.
Takođe je problematično što se određena merenja na pojedinačnim molekulima odvijaju u kriogenim temperaturama(u blizini apsolutne nule), koja troši dosta energije. Ovo je učinjeno kako bi se umanjila buka signaln dovoljno za merenje slabih struja pojedinačnih molekula.

## Istorija i nedavni napredak
U svom tretmanu takozvanih donor-akceptorskih kompleksa 1940-ih, Robert Muliken i Albert Sent-Giorgi su unapredili koncept prenosa naboja u molekulima. Oni su naknadno dodatno prečišćavali studiju transfera i prenosa energije u molekulima. Takođe, rad iz knjige Marka Marknera i Ari Aviram iz 1974. ilustrovao je teoretski molekularni ispravljač. 1988. Aviram je detaljno opisao teorijski tranzistor sa jednim molekulom na polju. Dalje koncepte predložio je Forest karter iz Laboratorije za pomorsko istraživanje, uključujući jednomolekulske logičke kapije. Širok spektar ideja predstavljen je pod njegovim okriljem na konferenciji pod nazivom Molekularni elektronski uređaji 1988. To su bili sve teoretski, a ne konkretni uređaji. Direktno merenje elektronskih osobina pojedinih molekula zahtevalo je razvoj metoda za izradu električnih kontakata molekularne veličine. Ovo nije bio lak zadatak. Tako je prvi eksperiment direktnog merenja provodljivosti pojedinačnog molekula realizovan tek 1995. godine na molekulu C60 od strane C. Joakima i JK Gimzevskog u njihovom radu za Phisical Revie Letter, a kasnije 1997. Mark Rid i
njegovi saradnici na nekoliko stotina molekula. Od tada, ova grana brzo napreduje. Takođe, kako je postalo moguće direktno izmeriti takva svojstva, teoretska predviđanja su potvrđena.
Nedavni napredak u oblasti nanotehnologije i nanonauke olakšao je eksperimentalno i teorijsko istraživanje molekularne elektronike. Razvoj skenirajućeg tunelskog mikroskopa (STM), a zatim i mikroskopa atomskih sila (AFM) značajno su olakšali manipulaciju elektronikom sa pojedinačnim molekulima. Takođe, teoretski napredak u molekularnoj elektronici olakšao je dalje razumevanje neadijabatskih prenosa naboja na interfejsima elektrode i elektrolita.
Koncept molekularne elektronike prvi put je objavljen 1974. godine kada su Aviram i Ratner osmislili organski molekul koji može raditi kao ispravljač. Imajući komercijalni i fundamentalni interes u vidu, puno truda su utrošili u dokazivanje njegove izvodljivosti, a 16 godina kasnije, 1990. godine, prvu demonstraciju intrinsičnog molekularnog ispravljača realizovao je Ešvel sa svojim timom na tankom sloju molekula.
Prvo merenje provodljivosti pojedinačnog molekula realizovano je 1994. godine od strane C. Joakima i J. K. Gimzevskog,a zatim objavljeno 1995. godine. Ovo je bio zaključak desetogodišnjeg istraživanja započetog u IBM TJ Vatsonu, korišćenjem vrha apeksa skenirajućeg tunelskoh mikroskopa kako bi se promenio jedinstveni molekul kao što su već istražili A. Aviram, C. Joakim i M. Pomeranc na kraju 80-ih. Trik je bio da se koristi UHV skenirajući tunelski mikroskop kako bi vrh apelsa lagano dodirnuo vrh jedinstvenog C60 molekula absorbovanog na Au(110) površini. Izmeren je otpor od 55 MOhms zajedno sa niskonaponskim linearom I-V. Kontakt je potvrdjen merenjem I-z trenutnog rastojanja, što omogućava merenje deformacije C60 kaveza pod kontaktom. Ovaj prvi eksperiment je praćen korišćenjem metodemehaničkog prekidnog spoja povezivanjem dve zlatne elektrode molekularnom žicom na čijem je kraju sumpor. Taj eksperiment izveli su Mark Rid i Džejms Tur 1997.
Jedno-molekularni pojačivač su implementirali C. Joakim i J. K. Gimzevski u IBM Cirihu. Ovaj eksperiment, koji uključuje jedan C60 molekul, pokazao je da jedan takav molekul može da obezbedi dobitak u kolu pomoću intramolekularnih kvantnih interferencijskih efekata.
Saradnja istraživača u kompaniji Hjulet-Pakard(HP) i Univerziteta u Kaliforniji, u Los Anđelesu (UCLA), koju su predvodili Džejms Hit, Fraser Stodart, R. Stenli Vilijams i Filip Kuekes, razvila je molekularnu elektroniku zasnovanu na rotaksanima i catenanima.
Radovi se takođe javljaju na korišćenju jednodelnih ugljeničnih nanocevi kao tranzistora sa efektom polja. Većinu ovoih istraživanja sprovodi IBM.
Do nedavno, potpuno teoretski model Aviram-Ratner za neimolekularne ispravljače nedvosmisleno je potvrđen u eksperimentima grupe koju je predvodio Džofri J. Ešvel na Univerzitetu Bangor u Velikoj Britaniji. Do sada su identifikovani mnogi ispravljački molekuli, a broj i efikasnost ovih sistema raste iz dana u dan.
Supramolekularna elektronika je novo polje koje uključuje elektroniku na supramolekularnom nivou.
Važno pitanje u molekularnoj elektronici je određivanje otpora jednog molekula (teoretski i u praksi). Na primer, Bumov tim koristio je STM da analizira jedan molekularni prekidač u samostalnom sloju kako bi odredio koliko provodljiv taj molekul može da bude. Još jedan problem sa kojim se suočava ova oblast je teškoća izvođenja direktne karakterizacije jer je precizno prikazivanje na molekularnoj skali često neizvodljivo kod mnogih eksperimentalnih uređaja.